# Shōnen'ai

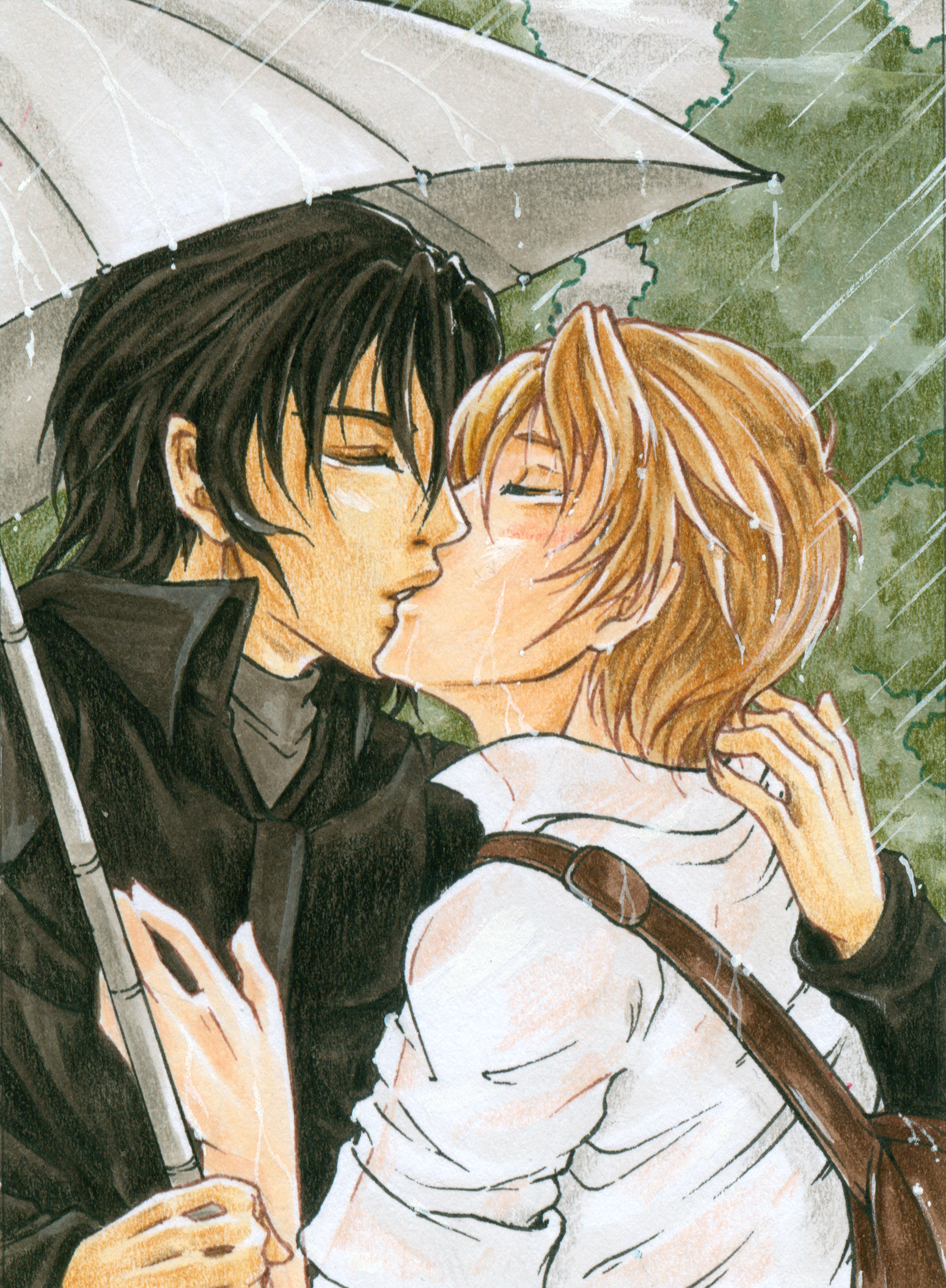
Illustrazione che mostra due giovani che si baciano. Lo shōnen-ai tende a rappresentare delle relazioni omosessuali meno esplicite rispetto allo yaoi.

Lo shōnen'ai (少年愛?) (da shōnen, "ragazzo", e ai, "amore") è un genere giapponese di anime e manga che include una relazione affettiva omosessuale tra adolescenti o giovani ragazzi, spesso affini ai canoni bishōnen.
Mentre il genere shōnen'ai tratta le relazioni gay da un punto di vista più romantico, quello yaoi si focalizza invece più sull'atto sessuale esplicito e erotico, non velato o solo parzialmente "coperto" dal rapporto affettivo. Anche trascritto come Shonen ai o Shounen ai tale tipo di manga e/o anime risulta esser molto popolare in Giappone, specialmente tra studentesse e casalinghe.
Solitamente i disegnatori di tali opere sono donne, ed è pensato per un pubblico femminile. A volte si preferisce invece utilizzare il termine Boys Love-BL, ovvero "amore tra ragazzi".

## Etimologia del termine
La parola è data dall'unione tra Shonen-ragazzo ed 'ai-amore. Vien di solito applicato a questo tipo di opere anche il termine Bishonen'ai, in quanto questo genere si basa esplicitamente sulla categoria bishōnen-bel ragazzo, ovvero la rappresentazione artistica di giovani uomini attraenti nei manga.
Originariamente il termine in Giappone aveva la connotazione di pederastia o addirittura pedofilia, ma dai primi anni '70 fino a tutto il decennio successivo è stato utilizzato per descrivere un nuovo genere di manga shojo che raccontava storie riguardanti bei ragazzi innamorati di altri ragazzi o uomini. Caratteristiche peculiari di questi primi lavori erano l'esoticità dell'ambientazione (spesso si svolgono in Europa) e l'idealizzazione di tutta la vicenda intercorrente tra i due personaggi principali
Alcuni tra i suoi primi critici lo definirono però pedante e difficile da capire, troppo colto e dallo stile artefatto e richiedente conoscenza approfondita di letteratura classica se non addirittura di materie scientifiche specifico-storiche: eran difatti pieni di considerazioni filosofiche speculativo-teoriche. Col tempo l'attenzione dei lettori s'è venuta a focalizzar sempre più sulla figura del protagonista maschile, vivendone assieme a lui i desideri e gl'interessi sessuali.
Verso la fine degli anni '80 il genere aveva subito un rapido declino sostituito sempre più dallo yaoi dojinshi, a sua volta sempre più popolare.

## Storia
Dal momento in cui si consolidò il genere shōjo (manga rivolti a ragazze o giovani donne), tra la metà degli anni '60 e l'inizio dei '70, iniziò contemporaneamente a svilupparsi un nuovo mercato fumettistico che affrontava le relazioni omosessuali, noto come yaoi.
Lo Shonen'ai è di solito considerato un sottogenere dello shojo, perché rivolto ad un pubblico quasi esclusivamente femminile, affrontando le relazioni tra i personaggi da un punto di vista più ideale e meno sessuale rispetto allo yaoi. Il termine quindi originariamente si riferiva all'amore tra adolescenti gay, con un carattere di trama e disegno il più innocuo ed innocente possibile.
Negli ultimi anni i termini shonen'ai e yaoi son stati utilizzati dai fans occidentali per cercar di distinguere tra i contenuti delle due tipologie di fumetti: Yaoi vien allora utilizzato per descriver quelle storie in cui vi son scene o linguaggio più sessualmente esplicito, mentre con shonen'ai si venne ad intender quelle opere che si concentravan più sulla storia sentimentale lasciando da parte i contenuti sessuali fisici.

### Caratteri della narrazione Shonen'ai
Una delle caratteristiche principali è la nascita e sviluppo d'un forte sentimento amoroso tra due ragazzi, le cui manifestazioni sia fisiche che verbali non raggiungono però mai l'aperta dichiarazione di un desiderio sessuale a cui si cerchi di dar compimento e realizzazione. Si concentra maggiormente invece sul tema ideale del romanticismo.
Si utilizza spesso la tecnica del bishōnen, questo per renderlo più attraente per le donne. In genere vengono rappresentati dei personaggi molto giovani ed ancora abbastanza ignoranti sui fatti d'amore; il Kemonomimi è un elemento molto comune in queste storie, quando queste non siano perfettamente realistiche ma invece più ambientate in una "realtà" di fantasia.
Principalmente incentrato sulle emozioni che via via sviluppano i protagonisti e sulla presa di coscienza nel tempo del loro stato o condizione gay che dir si voglia; il tema viene posto quindi in background, generando comunemente risvolti drammatici, anche se in alcuni casi questo non si verifica. Progettato esplicitamente per attirare un pubblico femminile, a causa della bellezza e del fascino che emanano i personaggi ma anche per le belle ed approfondite storie d'amore.

## Esempi di Manga-Anime contenenti temi Shōnen'ai
- Antique Bakery
- Be-Boy Kidnapp'n Idol
- Card Captor Sakura (la relazione tra Touya e Yukito)
- Challengers (manga)
- Demian Shokogun
- Earthian
- Gakuen Heaven
- Gerard & Jacques
- Gravitation
- Hitorijime My Hero
- Fuyu no Semi
- Il cuore di Thomas
- Junjou Romantica
- koisuru boukun
- Lawful Drugstore / Drug & Drop
- L'equazione del professore
- Loveless
- Ludwig II
- Marginal Prince
- Mirage of Blaze
- Monochrome Factor
- New York, New York
- No. 6
- Princess Princess
- Papa to Kiss in the Dark
- Silver Diamond
- Sono Yubi Dake ga Shitte Iru
- Suki na mono wa suki dakara shōganai!! (Sukisyo!-Sukisho!)
- Sekai-ichi hatsukoi
- Sex Pistols
- Takumi-kun
- Tokyo Babylon
- Uragiri wa Boku no Namae wo Shitteiru
- Vassalord
- Voice or Noise
- Wild Adapter
- Yuri!!! on Ice
- Given

## Opere shojo-shonen con personaggi tendenzialmente ambigui sessualmente
Anche se a tutti gli effetti NON shonen'ai, alcune opere, specialmente scritte da importanti autrici shojo, contengono più o meno esplicitamente al loro interno personaggi che possono in qualche modo fungere da collegamento coi generi sia shonen'ai che yaoi. Tra i manga degli ultimi anni possiamo di sicuro menzionare:
1. I Cavalieri dello zodiaco, uno dei protagonisti è lungo tutta la serie caratterizzato dalla sua gentilezza e sensibilità tutta femminile.
2. Ranma ½, il più famoso tra i classici degli anni '90, in cui il protagonista addirittura si trasforma e muta da maschio a femmina e viceversa a ripetizione.
3. Inuyasha, uno dei "cattivi" che compare verso la fine della serie non perde mai l'occasione per far capire d'apprezzar molto più la bellezza maschile rispetto a quella femminile.
4. Fruits Basket, uno dei personaggi ripete più volte d'esser legato sentimentalmente all'amico.
5. Hana-Kimi, tutto il gioco basato sull'ambiguità sessuale da parte della ragazza protagonista che deve fingere d'essere un ragazzo per poter entrar in una scuola riservata ai maschi.
6. Otomen, il protagonista è per l'appunto un Otome (maschio con personalità femminile).
7. Itazura na Kiss, uno dei ragazzi infermieri nell'ospedale in cui va a lavorare la protagonista è chiaramente transgender e gli piace vestirsi da femmina e vorrebbe tanto poter diventare una donna. Nella versione televisiva taiwanese intitolata It Started With a Kiss ciò viene di molto accentuato, aggiungendo anche un ulteriore personaggio omosessuale che fa la corte al protagonista nel luogo di lavoro (tutto questo sotto gli occhi apparentemente tra il divertito ed il perplesso del padre del ragazzo).
8. Host Club - Amore in affitto, i due gemelli del club che giocano all'amore incestuoso adolescenziale.
9. Lovely Complex, un compagno di scuola della protagonista finge d'esser una ragazza, si fa chiamare con un nome femminile e fa la corte al co-protagonista.
10. Nella versione televisiva (dorama) coreana del manga Hanayori Dango ed intitolata Kkotboda namja si viene a sapere verso la metà della serie che uno dei protagonisti risulta esser molto legato ad un vecchio amico di scuola apertamente gay, che si dimostra esser molto geloso della protagonista femminile.
11. Maid-sama!: Un amico della protagonista è un maschio ma si finge una ragazza, si veste come tale e indossa delle parrucche. Posta anche delle foto online di lui vestito da ragazza.